# Кавамото, Эвелин
Эвелин Токьюэй Кавамото, в замужестве Эвелин Конно; (англ. Evelyn Tokue Kawamoto; 17 сентября 1933, Гонолулу, Гавайи, США — 22 января 2017, Гавайи, США) — американская пловчиха, двукратный бронзовый призёр летних Олимпийских игр в Хельсинки (1952).

## Спортивная карьера
Выступала за спортивный клуб Hawaii Swim Club. Впервые прошла национальный олимпийский отбор в возрасте 14 лет к летним Играм в Лондоне (1948), но не смогла принять участие в соревнованиях.
В 1949 г. побила национальные рекорды США на дистанциях 300 м комплексным плаванием и 200 м брассом. Месяц спустя она выиграла чемпионат Соединенных Штатов в тех же дисциплинах.  В 1950 она защитила титул на 200-метровке брассом, показав одинаковые результат с Мардж Хултон, обе спортсменки побили рекорд США. В последний день женского олимпийского отбора (1952) установила национальный рекорд на дистанции 400 м вольным стилем.
На летних Олимпийских играх в Хельсинки (1952) в возрасте 18 лет выиграла две бронзовые медали: в женской эстафете 4х100 метров вольным стилем и на дистанции 400 м вольным стилем, в предварительном заплыве установила новый олимпийский рекорд.
Позже она вышла замуж за олимпийского чемпиона по плаванию Форда Конно.
Была введена в Зал спортивной славы Гавайев (2000).